# Rapport d'atténuation de diaphonie
En télécommunications, le rapport d'atténuation de diaphonie est le rapport d'un signal atténué et du NEXT (diaphonie near-end ou Near End Cross Talk). Il s'agit d'un facteur déterminant à quelle distance un signal peut être transmis selon le type de milieu.